# 大手町 (函館市)
大手町（おおてまち）とは北海道函館市にある町丁。郵便番号は040-0064。

## 概要
函館市の旧市街地が乗る砂州上の函館港寄りにある町丁で、函館市役所の前、若松町（函館駅・函館朝市など）の西にある。1965年（昭和40年）に真砂町の全部、鶴岡町・西川町・音羽町・高砂町の一部を合併して成立した。
埋立地・工業地帯であったが（後述）、ホテルが建ち函館観光エリアの一部になった。函館の産業の観光転換は1973年度放映NHK連続テレビ小説「北の家族」の放映がきっかけとされる。関連業者が集まり「北の家族協力会」を立ち上げて便乗商品を作り販売した。順調に観光客と受け入れ先は増えたものの人材不足に悩むようになる。2016年（平成28年）6月のサービスの職業の有効求人倍率は2.02倍と全産業の平均の2倍にもなった。観光に頼る地域の今後が懸念されている。

### 旧町丁の概要
真砂町

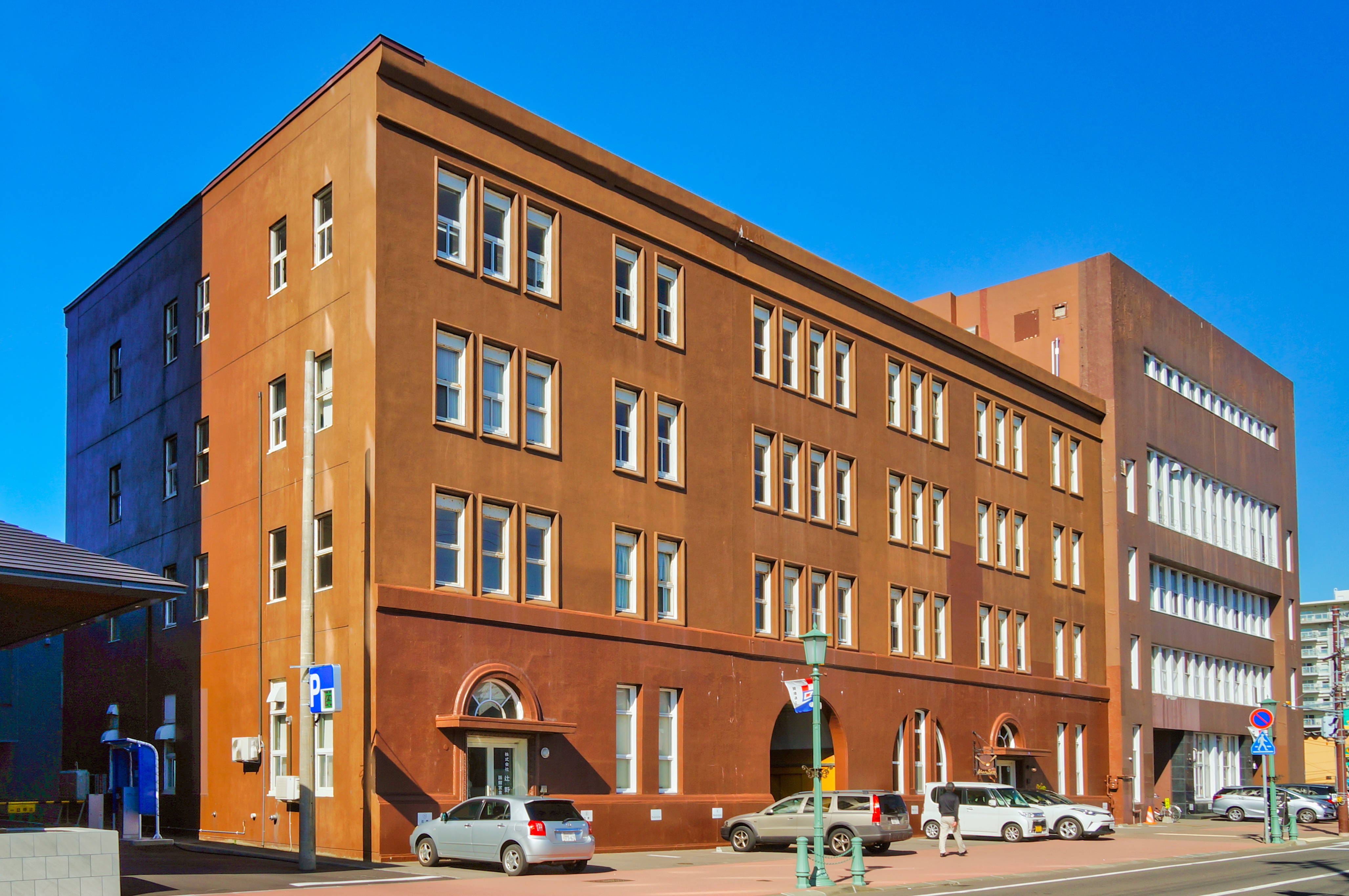
函館ニチロビルディング（日魯漁業函館支店）2号館・3号館（2018年10月撮影）

真砂町は函館港の埋め立てしてできた町で「浜の真砂」からとった町名と推定されている。造船や鉄工所が多い工業の町だった。函館ドックの前身、函館器械製造所、北洋漁業の象徴とされた日魯漁業（現・マルハニチロ）の旧社屋ニチロビルディング（2023年<令和5年>9月解体が報じられる）。
ニチロビルディングには1953年（昭和28年）の開局から24年間北海道放送（HBC）函館放送局が劇場（日魯漁業の講堂を利用。戦前から大きなイベントの会場になっていた）を備えて入居したが、1970年（昭和45年）湯川町に函館市民会館ができてからはメインで使われることはなくなった。なお、送信所については中波ラジオはHBC函館ラジオ送信所を、テレビについては函館山テレビ・FM放送所を参照。1950年（昭和25年）から1956年（昭和31年）まで北海道庁渡島支庁（現・渡島総合振興局）が入居していたこともある。
西川町
願乗寺川の西側にある町で西側町→西川町となり、1884年（明治17年）4月に蔵前町と竜神町を合わせて（新）西川町になった。1965年（昭和40年）に分割され一部は豊川町になった。
1780年（安永9年）、地蔵町6丁目に漁家が安全を祈り竜神を祭り海神社を建立したので竜神町の地名が起こった。同神社は1873年（明治6年）3月22日に大火（俗称・家根屋火事）で焼失し、同年8月栄町に移転した。
鶴岡町
音羽町
高砂町

## 主な施設
- 公共施設
  - 函館市企業局上下水道部大手ポンプ場
- 交通
  - 道路
    - 国道279号/国道338号
    - 北海道道675号立待岬函館停車場線 - 国道279号と国道338号の3重複

  - 函館市企業局交通部
    - 市役所前停留場
    - 魚市場通停留場

  - 路線バス
    - 函館タクシー（函館帝産バス）
      - 開港通り入口
- 金融機関
  - 函館大手郵便局
  - 道南うみ街信用金庫函館中央営業部 - 旧・函館信用金庫本店
- 宿泊施設
  - 函館国際ホテル - ニチロ（旧・日魯漁業、現・マルハニチロ）が旧社屋の一部の跡地に建てたシティホテル。アメリカの投資運用会社、フォートレス・インベストメント・グループが所有している。
  - アパホテル函館駅前
  - FAV HOTEL HAKODATE
  - HAKODATE 男爵倶楽部 HOTEL & RESORTS
  - 東急ステイ函館朝市
  - ラビスタ函館ベイANNEX - 共立リゾートが運営するリゾートホテル
  - センチュリーマリーナ函館

### かつてあった主な施設
- 丸豆岡田製麺　- 旧・丸豆岡田製麺所。函館ラーメンの製麺所の一つ